# Champ-d’Oiseau
Champ-d’Oiseau ist eine französische Gemeinde mit 110 Einwohnern (Stand: 1. Januar 2022) im Département Côte-d’Or in der Region Bourgogne-Franche-Comté. Sie gehört zum Arrondissement Montbard und zum Kanton Montbard. 
Sie grenzt im Norden an Montigny-Montfort, im Nordosten an Grignon, im Südosten an Lantilly, im Süden an Millery und im Westen an Villaines-les-Prévôtes.

## Bevölkerungsentwicklung
| Jahr                       | 1962 | 1968 | 1975 | 1982 | 1990 | 1999 | 2008 | 2015 |
| -------------------------- | ---- | ---- | ---- | ---- | ---- | ---- | ---- | ---- |
| Einwohner                  | 80   | 82   | 67   | 67   | 76   | 86   | 78   | 86   |
| Quellen: Cassini und INSEE |      |      |      |      |      |      |      |      |